# Pascite gregem Dei
Pascite gregem Dei (česky Pečujte o Boží stádo) je apoštolská konstituce vydaná papežem Františkem 1. června 2021, která reformuje VI. knihu Kodexu kanonického práva z roku 1983 a vstoupila v platnost 8. prosince 2021.

## Pozadí
Další informace: Kodex kanonického práva z roku 1983#Církevní tresty (Kán. 1311–1399)
Katolická církev v červnu 2021 aktualizovala VI. knihu svého Kodexu kanonického práva z roku 1983 (v platnost vstoupí 8. prosince 2021), aby upřesnila pravidla týkající se mnoha trestných činů, včetně sexuálních. Revize byla výsledkem dlouhého procesu zahájeného v roce 2009 s cílem lépe předcházet a řešit případy sexuálního zneužívání v katolické církvi, kterého se většinou dopouštějí duchovní na nezletilých dětech svěřených do jejich péče, ale také na zranitelných dospělých, nebo jiné sexuální delikty, které církev považuje za hříšné kvůli porušování kněžského celibátu v katolické církvi. Papež František, arcibiskup Filippo Iannone a další představitelé prohlásili, že biskupové byli v minulosti při trestání pachatelů příliš shovívaví, zčásti kvůli volnému prostoru, který umožňovalo vágní znění kanonického práva, a formálně zavedli laicizaci jako trest za některé sexuální delikty.

## Analýza
Viz též: Sexuální souhlas v právu
V katolické teologii je Dekalog (neboli Desatero) očíslován tak, že šesté přikázání zní „Nesesmilníš“. Katolická církev vykládá šesté přikázání mnohem šířeji než jen jako cizoložství (nemanželský sex) a týká se souboru přestupků proti čistotě (cudnosti). Z tohoto širokého výkladu šestého přikázání vycházejí revidovaná ustanovení o sexuálních deliktech. Ustanovení kánonu 1395 § 3 jsou založena na donucení, neboť vyžadují důkaz o použití „násilí, hrozeb nebo zneužití jeho autority“. Kánon 1398 § 1 popisuje sexuální trestné činy, u nichž byla oběť považována za neschopnou dát souhlas (z důvodu „[obvykle] nedokonalého užívání rozumu“). U osob, které jsou považovány za schopné souhlasu, se nejedná o svobodně daný souhlas se sexuální aktivitou.

## Příklady změn
Viz též: Kánon 1397 §2
Před prosincovou reformou z roku 2021 stanovil kánon 1398 Kodexu kanonického práva katolické církve z roku 1983: „Osoba, která provede dokonaný potrat, se vystavuje exkomunikaci latae sententiae“. Kvůli reformě byl právní předpis přečíslován na kánon 1397 §2 a jeho znění bylo změněno.
Kánon 1395 §3 uvádí:
„Klerik, který se násilím, výhrůžkami nebo zneužitím své moci dopustí přestupku proti šestému přikázání Dekalogu nebo někoho donutí k vykonání nebo podrobení se sexuálním úkonům, má být potrestán stejným trestem jako v § 2 [tj. potrestán spravedlivými tresty, nevyjímaje propuštění z duchovního stavu, pokud to případ vyžaduje].“
Kánon 1398 §1 uvádí:
„Klerik má být potrestán odnětím úřadu a dalšími spravedlivými tresty, nevyjímaje, pokud to případ vyžaduje, propuštění z duchovního stavu, pokud:
1. se dopustí přestupku proti šestému přikázání Dekalogu s nezletilou osobou nebo s osobou, která má zpravidla omezené užívání rozumu, nebo s osobou, které zákon přiznává stejnou ochranu;
2. svádí nebo navádí nezletilou osobu nebo osobu, která zpravidla neužívá rozumu, nebo osobu, které zákon přiznává stejnou ochranu, k pornografickému obnažování nebo k účasti na pornografických představeních, ať už skutečných nebo předstíraných;
3. nemorálně pořizuje, přechovává, vystavuje nebo šíří jakýmkoli způsobem a jakoukoli technologií pornografické snímky nezletilých osob nebo osob, které zpravidla nemají dostatečné užívání rozumu.“

## Kritika
Viz též: Sexuální skandály katolických duchovních
Kritici revize z roku 2021, včetně katolických obhájců obětí sexuálního zneužívání, uvedli, že katolická církev se stále snaží udržet si kontrolu nad stíháním a trestáním podezřelých sexuálních delikventů, místo aby podezřelé předala policii a civilním soudům. Protože katolické kanonické právo stále nevyžaduje, aby kdokoli v církvi nahlásil podezření světským orgánům, může být zneužívání stále utajováno a jen mírně trestáno, maximálně laicizací nebo exkomunikací, tvrdí obhájce obětí Bart Smeets.